# فاکتور همانندسازی C
فاکتور همانندسازی C (به انگلیسی Replication Factor C) یا RFC، یک کمپلکس پروتئینی شامل پنج زیرواحد است که برای همانندسازی DNA ضروری است.
زیرواحدهای این پروتئین هتروپنتامر در مخمر ساکارومایسیس سرویزیه با نام‌های Rfc1، Rfc2، Rfc3، Rfc4 و Rfc5 شناخته می‌شوند. RFC در همانندسازی یوکاریوتی به عنوان بارگیری کننده گیره یا Clamp loader عمل می‌کنند، دقیقاً مشابه عمل کمپلکس گاما در باکتری اشرشیا کلی. عمل بارگیری کنندگی خود را با قراردادن پروتئین PCNA روی رشته DNA انجام می‌دهد. این پروتئین به انتهای '۳ از DNA متصل شده و با مصرف ATP حلقه PCNA را باز کرده تا آن را اطراف رشته DNA قرار دهد و آن را محصور کند. هیدرولیز ATP موجب آزاد شدن RFC و در ادامه آن بارگیری گیره رو DNA می‌شود. این فاکتور همانندسازی برای آنزیم DNAپلیمراز عمل شناسایی پرایمر را انجام می‌دهد. فاکتور RFC نقشی مهم در تکثیر، هجوم و پیشرفت تومورهای بدخیم مختلفی را داراست و به عنوان یک TSG یا ژن سرکوبگر تومور عمل می‌کند.

## زیرواحدهای RFC
پنج زیرواحد پروتئین RFC عبارتند از:
1. RFC1 با ۱۴۰ کیلودالتون وزن مولکولی
2. RFC2 با ۴۰ کیلودالتون وزن مولکولی
3. RFC3 با ۳۸ کیلودالتون وزن مولکولی
4. RFC4 با ۳۷ کیلودالتون وزن مولکولی
5. RFC5 با ۳۶ کیلودالتون وزن مولکولی

RFC یوکاریوتهایی مانند مخمر، موش، مگس سرکه، تیموس گاوی، انسان، برنج و گیاه آرابیدوپسیس، همگی دارای پنج زیرواحد هستند. ژن‌هایی مانند 13q12.3-q13و 3q27 و p140 [RFC1], p40[RFC2], p38[RFC3], p37[RFC4],p36 [RFC5] روی قطعاتی از کروموزوم‌های انسان مربوط به زیرواحدهای این فاکتور هستند. جعبه‌های RFC (1 تا ۸) توالی‌هایی از آمینواسید هستند که در فاکتور همانندسازی C انسانی یافت می‌شوند. زیرواحد RFC1 بزرگ‌ترین زیرواحد است که هشت جعبه RFC دارد. دیگر زیرواحدهای RFCهمچنین حاوی هفت جعبه RFC می‌باشند. RFC box 1 حاوی توالی ۹۰ آمینواسیدی است در حالیکه RFC box 2 زیرواحدی محافظت شده از لحاظ توالی است. RFC box 3 شامل یک لوپ متصل شده به فسفات است. RFC box 5 دومین جعبه محافظت شده در این فاکتور همانندسازی می‌باشد.

## عملکرد فیزیولوژیکی RFC در انسان
RFC در حفاظت و نگهداری از تلومرها، همانندسازی DNA هسته‌ای، ترمیم نابرابر DNA و ترمیم برش نوکلئوتید (NER) دخیل است. فاکتور همانندسازی C یک فاکتور پشتیبان ضروری برای DNAپلیمرازهاست و در حضور ATP، فاکتور RFC می‌تواند آنتی‌ژن هسته ای سلول در حال تکثیر (PCNA) و DNAپلیمراز را بارگیری کرده و کمپلکس DAN-RFC-PCNA-DNApolymerase را تشکیل دهد که موجب ماندگاری و افزایش توان همانندسازی می‌شود. پروتئین RFC بعنوان یک نقطه وارسی یا Checkpoint برای همانندسازی DNA عمل می‌کند و فرایندهای ترمیمی مختلف (NER و MMR) را آغاز می‌کند. زیرواحد RFC1 یک ناحیه اتصالی دارد که به PCNA متصل می‌شود که همچنین با سندروم هوچینسون گیلفورد پروژریا (HGPS) مرتبط است. RFC با کمک به استیله کردن لیزین ۵۶ از هیستون H3 از فروپاشی چنگال همانندسازی متوقف شده و در نتیجه مرگ سلولی، جلوگیری می‌کند. زیرواحد RFC2 می‌تواند PCNA را در حین همانندسازی روی کروماتین سوار کرده و همچنین در فرآیندهای ترمیم و نقاط وارسی چرخه سلولی نقش دارد.

## پروتئین RFC به عنوان نقطه بازرسی
جهت به حداقل رساندن جهش‌های ژنتیکی سلول‌های سوماتیک، مکانیزم نقاط بازرسی باعث می‌شود که چرخه سلولی در هر مرحله ای که آسیب به DNA یا هر ساختار سلولی وارد شود، متوقف شده و این توقف تا زمانیکه مشکل برطرف نشود، حفظ می‌گردد. RFC5 و RFC2 در نقاط بازرسی آسیب DNA و همانندسازی آن دخیل هستند. به نظر می‌رسد که پروتئین‌های RFC جهت انتقال سیگنال‌ها برای گذر از مراحل چرخه سلولی و مخصوصاً G2/M مهم هستند.